# Przezczaszkowa stymulacja magnetyczna

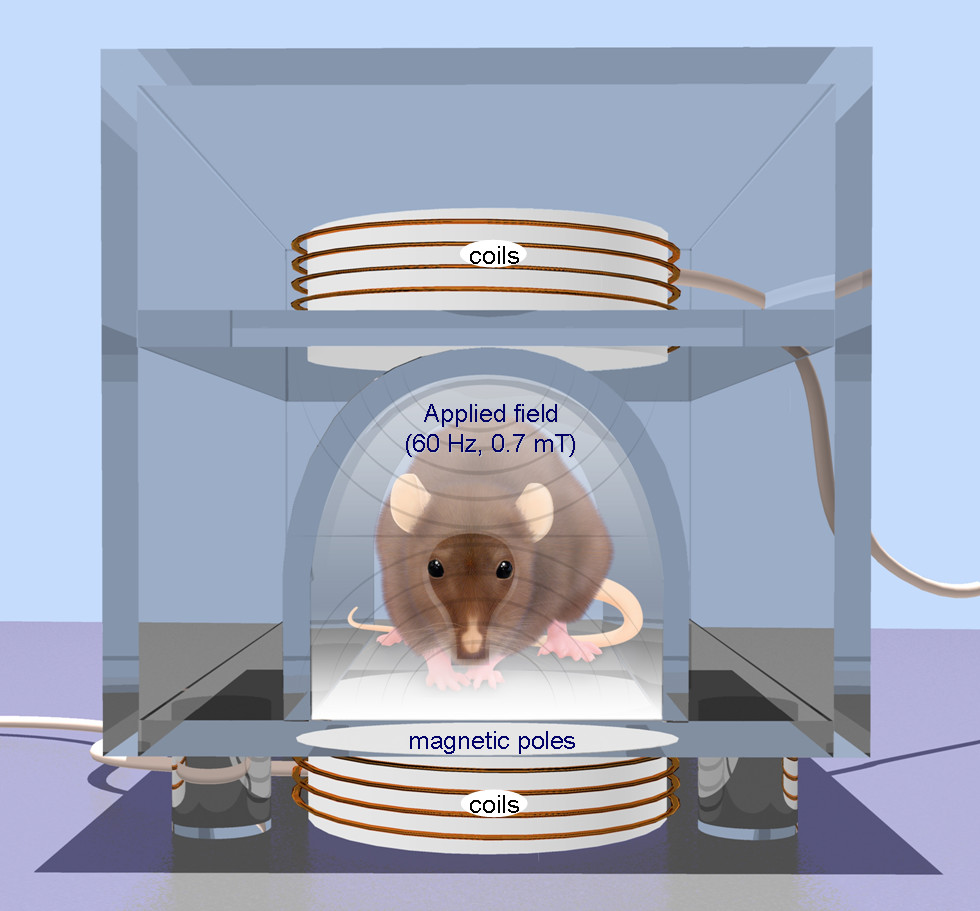
rTMS przeprowadzane na gryzoniu.

Przezczaszkowa stymulacja magnetyczna (ang. transcranial magnetic stimulation, TMS) – nieinwazyjna metoda powodująca depolaryzację i hiperpolaryzację neuronów. TMS korzysta z indukcji elektromagnetycznej w celu wywołania słabego napięcia elektrycznego przy pomocy szybko zmieniającego się pola magnetycznego. Może to powodować aktywność w poszczególnych częściach mózgu i wywołanie niewielkiego dyskomfortu, pozwalającego na badanie funkcjonowania mózgu i jego połączeń. Odmiana TMS, powtarzalna przezczaszkowa stymulacja magnetyczna (rTMS), była testowana jako urządzenie stosowane w terapii wielu zaburzeń neurologicznych i psychiatrycznych, takich jak: migrena, wylew, choroba Parkinsona, dystonia, szum uszny, depresja i halucynacje słuchowe.
Zastosowanie TMS w badaniach naukowych - stymulacja kory motorycznej za pomocą TMS wywołuje skorelowaną aktywność odpowiednich mięśni, co można zmierzyć za pomocą EMG; bodźcowanie wieloma impulsami w krótkich odstępach czasu (powtarzana stymulacja rTMS) prowadzi do obniżenia się pobudliwości neuronów korowych.